# La nevada
El invierno
La nevada ou El invierno (« La Tempête de neige » ou « L’Hiver ») est une peinture réalisée par Francisco de Goya en 1786 et faisant partie de la cinquième série des cartons pour tapisserie destinée à la salle à manger du Prince des Asturies au Palais du Pardo.
Cette peinture est l'une des quatre représentations de chaque saison avec Las Floreras (le printemps), La Era (l'été) et La Vendimia (l'automne).

## Contexte de l'œuvre
Tous les tableaux de la cinquième série sont destinés à la salle à manger du Prince des Asturies, c'est-à-dire de celui qui allait devenir Charles IV et de son épouse Marie Louise de Parme, au palais du Pardo. Le tableau a été peint en automne 1786.
Il fut considéré perdu jusqu'en 1869, lorsque la toile fut découverte dans le sous-sol du Palais royal de Madrid par Gregorio Cruzada Villaamil, et fut remise au musée du Prado en 1870 par les ordonnances du 19 janvier et du 9 février 1870, où elle est exposée dans la salle 94. La toile est citée pour la première fois dans le catalogue du musée du Prado en 1876.
La série était composée de Las Floreras, La Era, La Vendimia, La nevada, El albañil herido, Los Pobres en la fuente, El Niño del carnero, Niños con perros de presa, Cazador junto a una fuente, Pastor tocando la dulzaina, Riña de gatos, Pájaros volando et La Marica en un árbol.

## Analyse
Pour cette série, Goya aborde un thème de longue tradition dans l'art occidental : celui des quatre saisons. La thématique des saisons était en général la plus appréciée pour le rococo et la tapisserie pour décorer les salles à manger. Mais il y laisse une empreinte propre en convertissant les allégories en scènes bucoliques représentatives de chaque période de l'année. La toile faisait partie d'un ensemble composé des Fleuristes (ou « le Printemps »), du Champ (ou « l’Été »), des Vendanges (ou « l’Automne ») et de La Tempête de neige (ou « l’Hiver »). Une tempête de neige est prise comme symbole de cette saison.
Goya se distingue par son interprétation de ce thème courant dans la culture occidentale par un hiver cru, rigoureux, sans idéalisation. C'est la première représentation réaliste de cette saison, sans romantisme, et sans les idéalisations qui en faisaient un jeu et une saison agréable. Dans cette scène de genre inspirée de la vie quotidienne espagnole, l’hiver est présenté comme quelque de façon naturelle, dans une atmosphère froide, sombre et triste, où les protagonistes souffrent de la dureté du vent et de la neige. Derrière eux, suit un âne transportant la carcasse éventrée d’un cochon après sa mort, qui se passait en hiver. Tous les personnages ont froid, jusqu’au chien qui tremble sur ses pattes. Le vent couche les arbres dépouillés de leurs feuilles alors que les flocons gênent la vue des hommes. Le traitement de ce thème était une nouveauté parmi ses contemporains.
Avec le blanc, Goya parvient à transmettre le froid et la neige et de la tempête, qui contraste avec les tons sombres du reste de la composition.